# Wyrostki filtracyjne

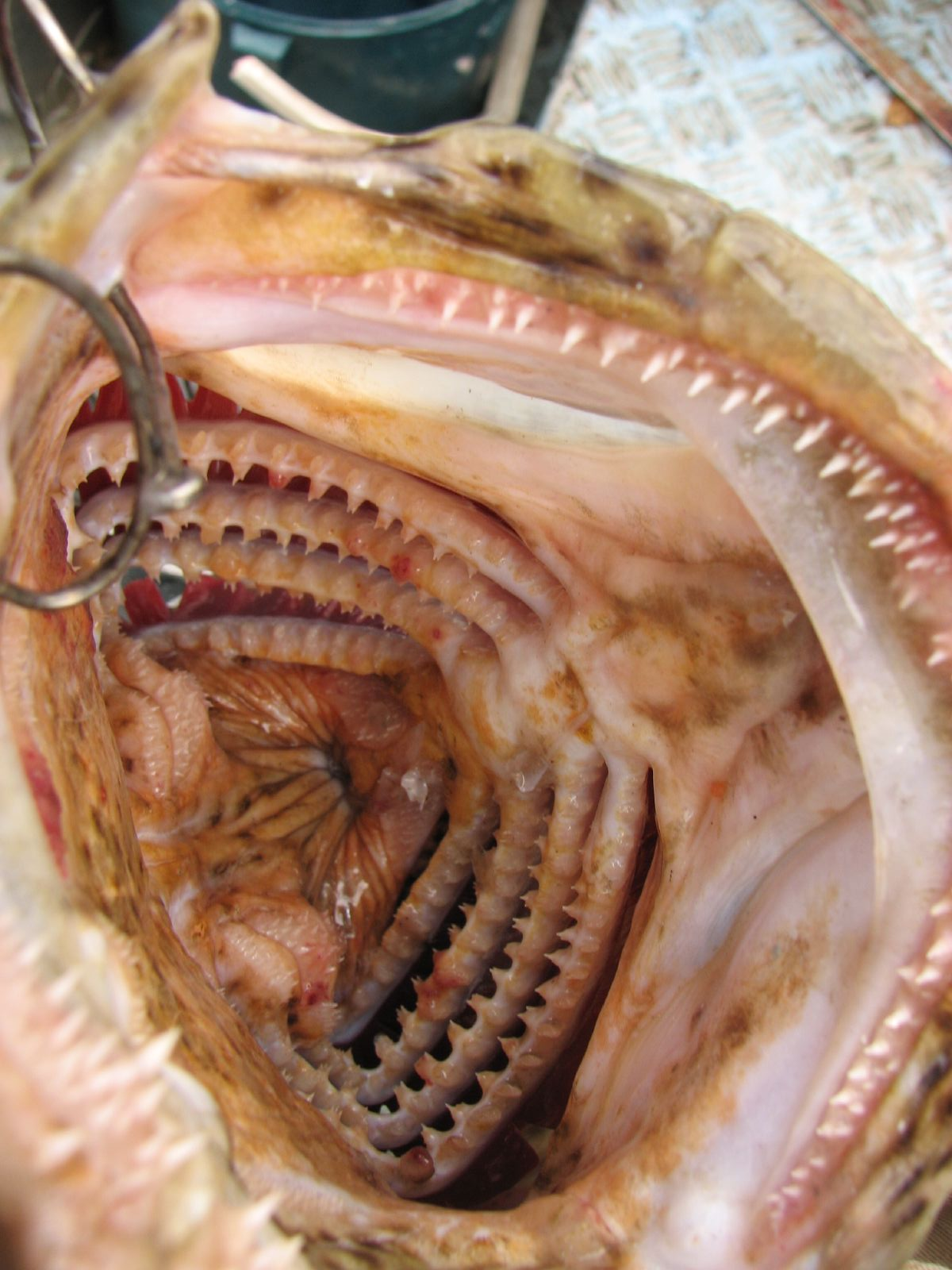
Łuki skrzelowe (w głębi otworu gębowego) z widocznymi wyrostkami filtracyjnymi

Wyrostki filtracyjne – kostne lub chrzęstne wyrostki w jamie skrzelowej ryb osadzone na łuku skrzelowym, naprzeciw płatków (listków) skrzelowych. Zatrzymują części stałe pokarmu pobieranego z wody, wciąganego do przewodu pokarmowego. Liczba i wielkość wyrostków filtracyjnych jest związana ze sposobem pobierania pokarmu. U rekinów występują rzadko, a jeśli występują, są zmieniane w okresie zimowym (np. długoszpar).
Ich liczba jest zazwyczaj wartością stałą. Z tego powodu jest często uwzględniana w diagnozie taksonomicznej danego gatunku, jako jedna z cech, przy czym brany jest pod uwagę tylko pierwszy łuk skrzelowy. 